# Bothriomyrmex walshi
Bothriomyrmex walshi är en myrart som beskrevs av Auguste-Henri Forel 1895. Bothriomyrmex walshi ingår i släktet Bothriomyrmex och familjen myror. Inga underarter finns listade.